# Leeland
Leeland è una christian rock band originaria di Baytown, Texas. La band, formata nel 2004, è attualmente composta da Leeland Mooring (voce, chitarra), Jack Mooring (seconda voce, tastiere), Matt Campbell (chitarra), Jake Holtz (basso) e Mike Smith (batteria). La formazione originale comprendeva Jeremiah Wood che lasciò la band nel 2006 e fu rimpiazzato dal chitarrista Matt Campbell nella tarda primavera del 2007. I Leeland hanno pubblicato due album ed hanno ricevuto una nomination ai Grammy Award e due nomination ai Dove Award per il loro album di debutto Sound of Melodies.